# Château de Montaiguillon
Le château de Montaiguillon est un château fort situé dans la commune de Louan-Villegruis-Fontaine, en France.
Ce château est une place forte érigée à la fin du XIIe siècle. Une légende raconte que des souterrains le reliaient à Provins.

## Histoire
Construit par les chevaliers de Saint-Jean de Jérusalem, il représente un des rares sites datant du Moyen Âge non modifié, ni transformé.
Au Moyen Âge, un chemin « Perré » passait à 1,5 km à l'ouest du château, ancienne voie Gallo-romaine, il reliait Troyes (capitale politique du comté) à Senlis par Meaux. Pour assurer la défense de ce grand axe commercial une place forte était indispensable à défaut de cité fortifiée.
Durant la minorité de Thibaut IV, Philippe Auguste intervient directement pour favoriser la construction de fortification en Champagne, ce qui explique l'architecture identique entre le château de Montaiguillon et le château royal du Louvre (dont les bases sont exposées au musée du Louvre) car ce sont les architectes du roi de France qui ont œuvré pour les deux places fortes, tandis que Blanche de Navarre met en état de défense des places fortes existantes et construit de toutes pièces des châteaux forts, tel que celui, en bordure de la « falaise » de l'ile de France, de Mont-aimé (sous vertus).
Les templiers vont occuper la forteresse, au XIVe siècle. Après le procès des templiers, Mont-Aiguillon passe entre les mains des chevaliers de Malte.
À la guerre de Cent Ans, le siège le plus célèbre est celui de Mont-Aiguillon. Les guerriers les plus remarquables de l'époque sont : les sires de Barbazan, de Lahire, Pierre de Chailly, le commandeur de Giresme et surtout Prigent de Coëtivy.
En 1433, Nicolas de Giresme et Denis de Chailly reprennent aux Anglais Mont-Aiguillon avec la région. De Boucicault et Baudricourt en sont ensuite seigneurs.
Montaiguillon passe ensuite dans la maison de Choiseul qui en jouit jusqu'en 1595, époque à laquelle M. de Villemonté en fait l'acquisition.
En 1613, Louis XIII souhaitant éliminer toute rébellion, coalition, et menace contre son règne, indemnise de Villemonté et ordonne de détruire cette place forte, ce qui est fait à l'aide d'explosif. Le château fort bâti sur une butte de sablon de Fontainebleau de 20 à 30 m encaisse les charges, une tour penche mais ne rompt pas.
Montaiguillon passe ensuite entre plusieurs mains. Il est vendu en 1718 au marquis de Saint-Chamans, maréchal des camps et armées du Roi, lieutenant des gardes du corps, qui est le père de Alexandre Louis de Saint-Chamans, marquis de Saint-Chamans et de Montaguillon, vicomte de la Barthe de Rebeneau, lieutenant général de l'armée du Roi, gouverneur de Saint-Venant en Artois, grand sénéchal d'épée de la province de Béarn. Ce dernier est obligé d'émigrer en 1792.
Les ruines du château sont classées au titre des monuments historiques en 1875.
Le château est toujours en vente, cependant les habitants locaux semblent mettre ce lieu à l’écart, le considérant comme « hanté », depuis le meurtre de son gardien précédent en 2002, l’identité du tueur reste à ce jour inconnue.